# Liešno
Liešno es un municipio del distrito de Turčianske Teplice en la región de Žilina, Eslovaquia, con una población estimada a final del año 2024 de 52 habitantes.
Se encuentra ubicado al suroeste de la región, cerca del curso alto del río Váh (cuenca hidrográfica del Danubio) y de la frontera con las regiones de Banská Bystrica y Trenčín.

## Demografía
| Año        | 1994 | 2004     | 2014    | 2024     |
| ---------- | ---- | -------- | ------- | -------- |
| Población  | 70   | 57       | 58      | 52       |
| Diferencia |      | −18,57 % | +1,75 % | −10,34 % |

| Año        | 2023 | 2024    |
| ---------- | ---- | ------- |
| Población  | 54   | 52      |
| Diferencia |      | −3,70 % |